# Aliyah (lutadora)
Nhooph Al-Areebi (pronuncia-se noof-al-ah-ree-bee) (Toronto, 23 de novembro de 1994) é um lutadora de luta livre profissional canadense. Ela é mais conhecida por sua passagem pela WWE de 2015 a 2023, sob o nome de ringue Aliyah. Ela é uma ex-campeã de duplas femininas da WWE e detém o recorde da vitória mais rápida na história da WWE, com 3,17 segundos.

## Início de vida
Nhooph Al-Areebi nasceu em Toronto, Ontário. Ela é descendente de sírios e iraquianos e cresceu em uma família rígida e conservadora. Em 2012, ela se formou na Escola do Colégio São José, e mais tarde frequentou o Faculdade George Brown, onde estudou enfermagem. Ela também frequentou uma escola de treinamento de circo.

## Carreira na luta livre profissional

### Circuito independente (2013–2015)
Al-Areebi lutou no circuito independente sob o nome de ringue Jasmin Areebi, estreando pela Squared Circle Wrestling (SCW) em Toronto em janeiro de 2013. Ela lutou por uma variedade de promoções no Canadá e nos Estados Unidos, incluindo Pure Wrestling Association (PWA) , Absolute Intense Wrestling (AIW) e New England Championship Wrestling (NECW).

### WWE

#### NXT (2015–2021)

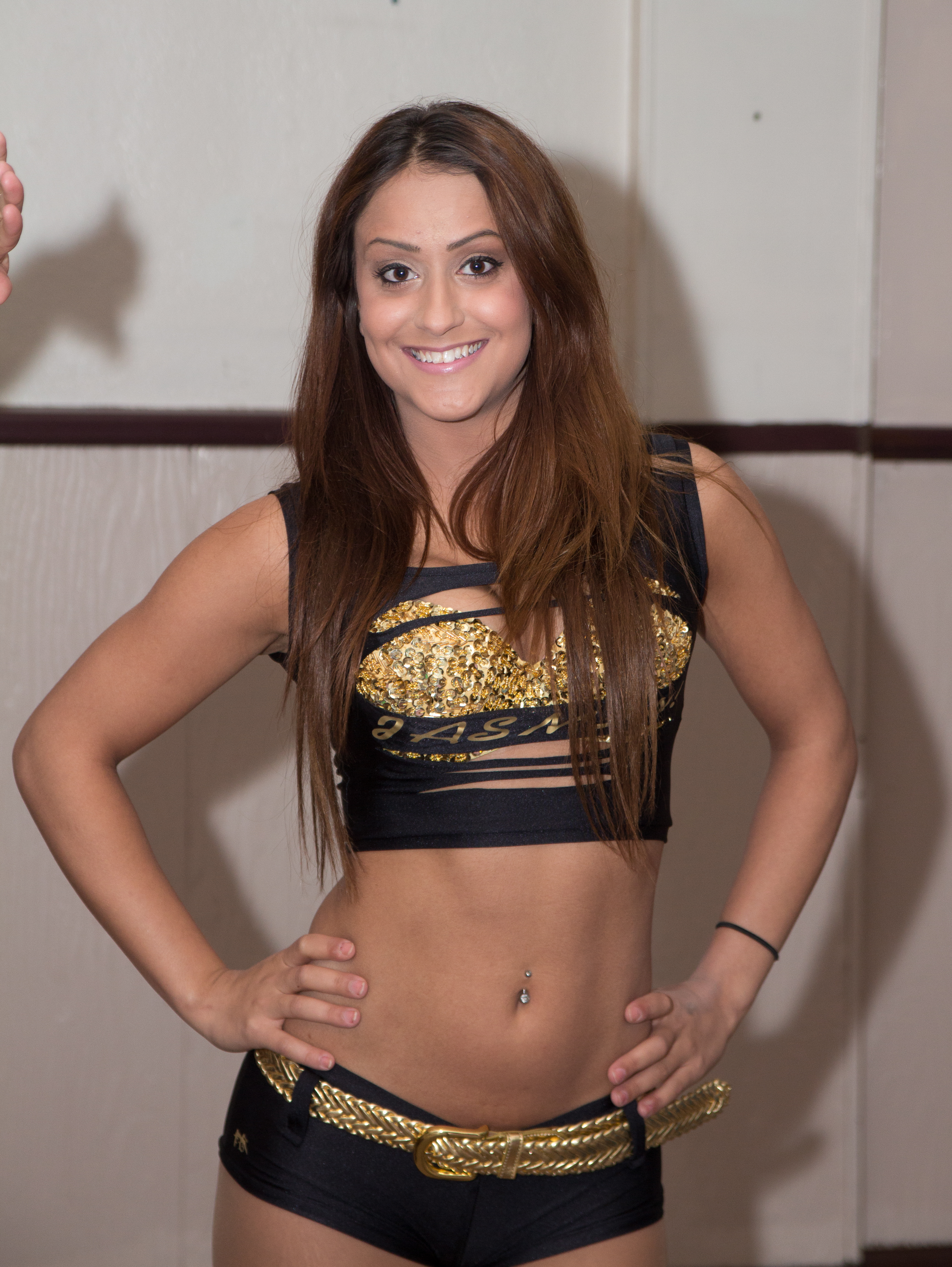
Aliyah em 2015.

Em 17 de março de 2015, foi relatado que Al–Areebi havia assinado um contrato de desenvolvimento com a WWE. Sua contratação foi confirmada pela WWE em 13 de abril. Ela fez sua primeira aparição no evento NXT TakeOver: Unstoppable em 20 de maio, como parte da entrada de Tyler Breeze. Ela fez sua estréia no ringue em 20 de junho durante um evento ao vivo do NXT, onde competiu em uma luta de seis duplas. Em outubro, ela recebeu o nome de ringue Aliyah.
A estreia na televisão de Aliyah ocorreu em 12 de janeiro de 2016, episódio do NXT, onde ela competiu em uma battle royal pelo Campeonato Feminino do NXT de Bayley, que foi vencido por Carmella. No episódio de 27 de abril do NXT, Aliyah competiu em sua primeira luta individual televisionada, onde perdeu para Carmella. No final do ano, Aliyah estreou um novo e música de entrada, deixando sua gimmick árabe, e conquistou sua primeira vitória como parte da marca, ao derrotar Billie Kay após uma distração de Liv Morgan, apenas para ambas serem atacadas por Kay e Peyton Royce. Isso definiu uma luta de duplas de seis lutadoras entre Aliyah, Morgan e Ember Moon contra The Iconic Duo (Kay e Royce) e Daria Berenato, que foi gravada no NXT TakeOver: Toronto em 19 de novembro, onde a equipe de Aliyah foi vitoriosa.
Em 3 de janeiro de 2017, Aliyah fez sua primeira aparição no elenco principal quando apareceu no SmackDown Live, onde perdeu para Carmella. Ao longo de 2018, Aliyah continuou perdendo para vários competidores como Lacey Evans, Ember Moon e a vencedora do Mae Young Classic Kairi Sane, enquanto também mostrava sinais de heel. Em setembro, Aliyah, agora oficialmente trabalhando como heel, iniciou uma pequena aliança com Evans, e as duas tiveram uma briga com Dakota Kai e Deonna Purrazzo, o que levou a uma luta de duplas, onde Aliyah e Evans foram vitoriosas, fazendo a primeira vitória de Aliyah em mais de um ano.
Depois de algum tempo afastada, no episódio do NXT de 13 de fevereiro de 2019, Aliyah voltou a trabalhar em tempo integral, derrotando Taynara Conti após interferência de Vanessa Borne. A dupla então iniciou uma aliança e conquistou sua primeira vitória contra Conti e Xia Li, duas semanas depois, no episódio de 27 de fevereiro. Em meados de novembro, em um episódio do NXT, Aliyah enfrentou Li em um combate perdido, que na kayfabe, machucou o nariz de Aliyah no processo com um chute giratório. Isso foi feito para excluí-la da televisão, para que ela pudesse fazer uma cirurgia plástica no nariz.
Aliyah voltou a competir no ringue em 2020 na edição de 25 de março do NXT, onde perdeu para Io Shirai em uma partida classificatória. Aliyah teve uma partida algumas semanas depois contra Li onde acabou derrotada. No episódio de 6 de maio do NXT, ela ajudou Chelsea Green a obter uma vitória sobre Li e tentou entrar na Robert Stone Brand. Na semana seguinte, no episódio de 13 de maio do NXT, ela tentou impressionar Stone em uma luta contra Kayden Carter, que ela perdeu. Quando ela tentou perguntar se ela poderia se juntar a sua marca, ele recusou. Stone finalmente mudou de ideia e juntou forças oficialmente com Aliyah no episódio de 17 de junho do NXT, depois que ele a ajudou a obter uma vitória sobre Xia Li. Aliyah e Stone iriam rivalizar com Rhea Ripley quando ela perdeu para ela no episódio de 24 de junho do NXT. Na semana seguinte, na Noite 1 do NXT: The Great American Bash, Aliyah competiu ao lado de Stone contra Ripley em uma luta de handicap, com a estipulação de que se Ripley perdesse, ela se juntaria ao Robert Stone Brand, mas elas foram derrotadas. No episódio de 13 de julho de 2021 do NXT, Aliyah se virou contra Stone depois de perder uma luta de duplas com ela e Jessi Kamea contra Kacy Catanzaro e Kayden Carter.

#### SmackDown (2021–2023)
Como parte do Draft de 2021, Aliyah foi transeferida para o SmackDown. Aliyah fez sua estreia oficial no elenco principal no episódio de 5 de novembro do SmackDown, onde participou de um segmento de bastidores com Jeff Hardy e Sami Zayn. Na semana seguinte, no episódio de 12 de novembro do SmackDown, Aliyah faria sua estreia competindo como face e se unindo a Naomi e Sasha Banks para derrotar Shotzi, Shayna Baszler e Natalya. Mais tarde naquela mesma noite, Sonya Deville a removeu da equipe do SmackDown Survivor Series sem explicação. Ela acabou sendo substituída por Toni Storm.

## Vida pessoal
Al-Areebi decidiu que queria se tornar uma lutadora depois de assistir Beth Phoenix e Mickie James competirem em uma gravação do Raw em 5 de maio de 2008. Seus lutadores favoritos incluem Edge e Jeff Hardy. Ela dirigiu um canal no YouTube sob o nome de chickkick21 quando adolescente de 2008 a 2012 e fez vídeos no YouTube focados em luta livre profissional na comunidade de luta livre da internet.

### Controvérsia
Em setembro de 2015, vários comentários racialmente insensíveis feitos vários anos antes na conta do Twitter de Al-Areebi foram descobertos. A WWE posteriormente emitiu uma declaração sobre a controvérsia, afirmando que sua conta foi usada por outra pessoa na época.

## Campeonatos e conquistas
- Groun.d Xero Wrestling

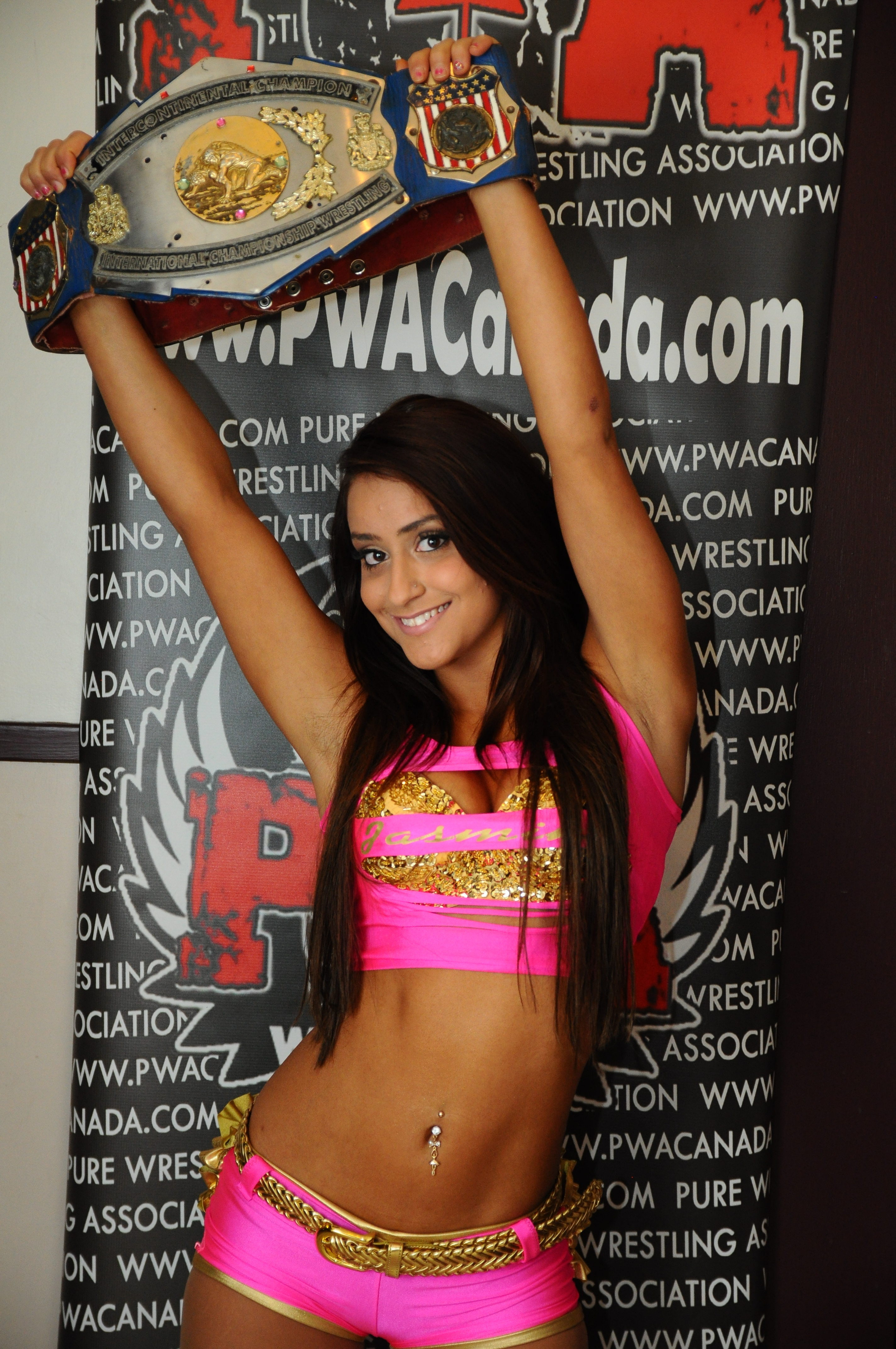
Aliyah é uma vez Campeã Feminina da PWA.

  - Campeonato Feminino da GXW (1 vez)[39]
- Great Canadian Wrestling
  - Campeonato Feminino da GCW (1 vez)
- Impact Pro Wrestling
  - Campeonato Feminino da IPW (2 vezes)[40]
- New England Championship Wrestling
  - Campeonato Mundial de Luta Livre Feminina (1 vez)[5]
- Queens of Chaos
  - Campeonato Mundial de Rainhas do Caos (1 vez)
- Pure Wrestling Association
  - Campeonato Feminino da PWA (1 vez)
- Southland World Wrestling
  - Campeonato das Damas da SWW (1 vez)
  - Campeonato Feminino da SWW (2 vezes, final)
- WWE
  - Campeonato de Duplas Femininas da WWE (1 vez) – com Raquel Rodriguez[41]
  - Torneio do Campeonato de Duplas Femininas da WWE (2022) - com Raquel Rodriguez[41]